# Tom Conti
Thomas 'Tom' Conti (Paisley, 22 november 1941) is een Schots acteur van Iers-Italiaanse afkomst. Hij werd voor zijn hoofdrol in de filmkomedie Reuben, Reuben genomineerd voor zowel een Academy Award als een Golden Globe. Hiermee won hij daadwerkelijk een National Board of Review Award, nadat hij in 1979 al een Tony Award kreeg voor zijn spel in het toneelstuk Whose Life Is It Anyway?.
Conti werd genomineerd voor een BAFTA Award voor zijn rol in de miniserie The Glittering Prizes (1976) en nogmaals voor een Golden Globe voor de televisiefilm Nazi Hunter: The Beate Klarsfeld Story (1986).
Conti deed sinds 1963 acteerervaring op in (met name eenmalige) rolletjes in televisieseries voordat hij in 1975 debuteerde op het witte doek, als Robert Seymour in de filmmusical Flame. Sindsdien speelde hij rollen in meer dan 25 films, meer dan veertig inclusief televisiefilms. Hoewel de door hem vertolkte personages in televisieseries zelden in meer dan tien afleveringen voorkomen, staan er rollen in meer dan zeventig afleveringen van verschillende series op zijn cv. Daaronder vallen meer dan vijftien eenmalige gastoptredens.
Conti trouwde in 1967 met actrice Kara Wilson, met wie hij in 1974 dochter Nina kreeg.

## Filmografie
*Exclusief 10+ televisiefilms
| - Oppenheimer (2023) - Paddington 2 (2017) - The Dark Knight Rises (2012) - Blind Revenge (2009) - Dangerous Parking (2007) - O Jerusalem (2006) - Almost Heaven (2006) - Paid (2006) - Rabbit Fever (2006) - Derailed (2005) - The Enemy (2001) - Don't Go Breaking My Heart (1999) - Out of Control (1998) - Something to Believe In (1998) - Sub Down (1997) - Someone Else's America (1995) - Caccia alla vedova (1991, aka The Siege of Venice) | - Shirley Valentine (1989) - Djavolji raj (1989, aka That Summer of White Roses) - Two Brothers Running (1988) - Beyond Therapy (1987) - Miracles (1986) - Saving Grace (1986) - Heavenly Pursuits (1985) - American Dreamer (1984) - Reuben, Reuben (1983) - Merry Christmas, Mr. Lawrence (1983) - Full Circle (1977) - The Duellists (1977) - Eclipse (1977) - Galileo (1975) - Flame (1975) |

## Televisieseries
*Exclusief eenmalige gastrollen
- Four Seasons - Charles (2008-2009, vier afleveringen)
- Andy Pandy - Verteller (2002, drie afleveringen)
- Deadline - Si Beekman (2000-2001, dertien afleveringen)
- Friends - Stephen Waltham (1998, twee afleveringen)
- The Wright Verdicts - Charles Wright (1995, vier afleveringen)
- The Old Boy Network - Lucas Frye (1992, zeven afleveringen)
- The Glittering Prizes - Adam Morris (1976, vier afleveringen)
- Madame Bovary - Charles Bovary (1975, vier afleveringen)
- Adam Smith - Dr. Calvi (1972, tien afleveringen)
- The Scarlet and the Black - Monitor (1965, twee afleveringen)

- Bibsys: 2055401
- Biblioteca Nacional de España: XX1431997
- Bibliothèque nationale de France: cb13930838n (data)
- Gemeinsame Normdatei: 1017624917
- International Standard Name Identifier: 0000 0001 1450 1971
- Library of Congress Control Number: n81083657
- MusicBrainz: b92fa176-02c9-464c-9d16-6cefc9af34d8
- Nationale Bibliotheek van Tsjechië: pna2004259249
- Nationale Bibliotheek van Israël: 987007327511705171
- Nederlandse Thesaurus van Auteursnamen: 071764712
- SNAC: w68t7m7t
- Système universitaire de documentation: 060555602
- Virtual International Authority File: 85079041
- WorldCat: E39PBJkT8PVtcVwmbQwyQg4Dv3